# Shaun Stonerook
Shaun Andrew Stonerook (ur. 19 sierpnia 1977 w Columbus) – amerykański koszykarz, występujący na pozycjach niskiego i silnego skrzydłowego, posiadający także włoskie obywatelstwo.

## Osiągnięcia
Na podstawie, o ile nie zaznaczono inaczej.
NCAA
- Zaliczony do:
  - I składu konferencji Mid American (MAC – 2000)
  - II składu konferencji MAC (1999)
- Lider MAC w[2]:
  - zbiórkach (2000)
  - celnych (180) i oddanych (246) rzutach wolnych (2000)

Drużynowe
- Mistrz Włoch (2007–2012)
- Zdobywca:
  - pucharu Włoch (2009–2012)
  - superpucharu Włoch (2003/04, 2007–2011)
- Finalista pucharu Włoch (2003)

Indywidualne
- MVP:
  - pucharu Włoch (2009, 2010)
  - superpucharu Włoch (2007)
- Klub Montepaschi Siena zastrzegł należący do niego numer 20
- Lider w przechwytach:
  - Euroligi (2008)
  - ligi włoskiej (2009)
- Uczestnik meczu gwiazd ligi belgijskiej (2001)